# Mikołaj Goślicki
Mikołaj Goślicki herbu Grzymała – podsędek ziemski płocki.
Poseł województwa płockiego na sejm 1578 roku.